# Nevia
Nevia is een geslacht van weekdieren uit de klasse van de Gastropoda (slakken).

## Soort
- Nevia spirata (Lamarck, 1822)